# ダイコンソウ属
ダイコンソウ属（ダイコンソウぞく、学名: Geum）は、バラ科バラ亜科に属す植物の属で、温帯と冷帯を中心とした世界の広い範囲に分布しており、約50種が知られている。日本にも山野などにダイコンソウ G. japonicum などが自生している。すべて耐寒性の多年草で、ロゼット（根生葉）が大根に似ているためにこの名があるが、アブラナ科のダイコンとは科も違い、また、太い根もない。
ダイコンソウは、中国と日本で貧血やむくみに使う薬草として知られ、また生の葉は打ち身の時の外用薬として使われた。中国名は水楊梅（すいようばい）だが、楊梅（ヤマモモ）とも全く関係がない。

## 性状
草丈は30cmから1mくらい。へら形のロゼットには大根に似た羽状の切れ込みがあり、茎に付く葉は互生して浅く3裂するものが多い。花は普通は初夏に咲くが、園芸種には5月から8月まで咲き続けるものもある。花は1.5-3cmくらいの5弁花だが、園芸種には八重咲きのものがある。花色は、赤と橙色が多いが、白や紫のものもある。

## 自生種
日本には以下のような種が自生する。ダイコンソウは広く普通に見られるが、それ以外は山地性、あるいは高山性で、特にチングルマは高山植物としてよく知られた物である。
- チングルマ G. pentapetalum (L.) Makino
- ミヤマダイコンソウ G. calthifolium Menzies ex Sm. var. nipponicum (F.Bolle) Ohwi
- ダイコンソウ G. japonicum Thunb.
- オオダイコンソウ G. aleppicum Jacq.
- カラフトダイコンソウ G. macrophyllum Willd. var. sachalinense (Koidz.) Hara
- コキンバイ G. ternatum (Stephan) Smedmark - コキンバイ属 Waldsteinia Willd. に分類される場合がある。シノニム：Waldsteinia ternata (Stephan) Fritsch

## 園芸種

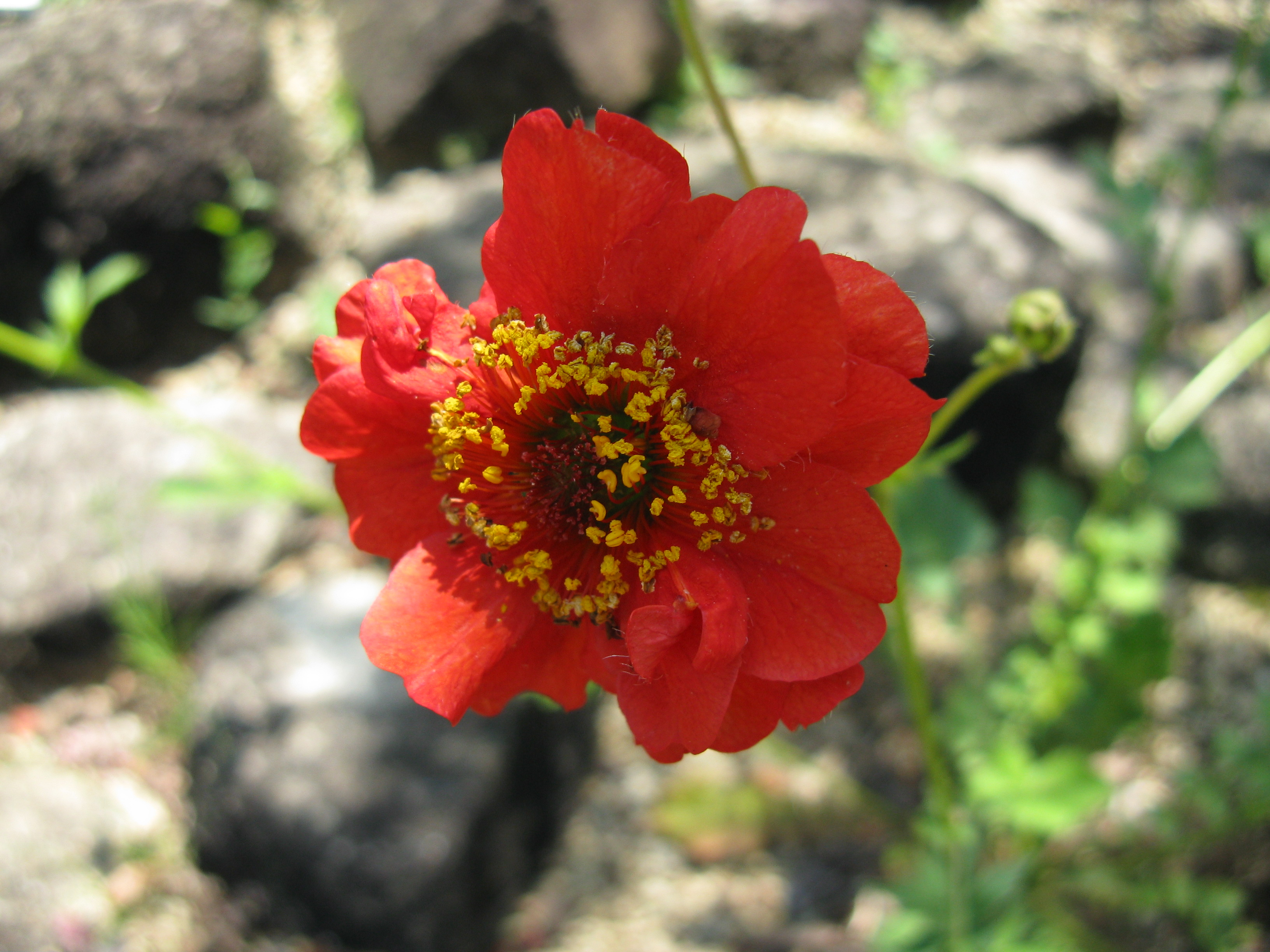
ベニバナダイコンソウ

タネを入手しやすい園芸種には、次のようなものがある。
- ベニバナダイコンソウ（紅花大根草） Geum coccineum

### 栽培
宿根草だが、秋にタネをまいても翌年には花が咲く。春の4月か秋9月に、鉢か箱蒔きにし、2mmくらい覆土しておくと10日くらいで発芽する。日向または半日陰の花壇に、30cm位の株間に定植してやる。直根性で、大きな苗の移植は難しい。